# Groote Laagte
Groote Laagte är en ort (village) i distriktet Ghanzi i västra Botswana. 